# Выбор Софи (роман)
«Выбор Софи» (англ. Sophie's Choice) — один из наиболее известных романов американского писателя Уильяма Стайрона, описывающий историю женщины, сумевшей выжить в концентрационном лагере Освенцим в период Второй мировой войны.

## Сюжет
Молодой  Стинго, окончивший Университет Дьюка и успевший поучаствовать в боевых действиях американских войск в конце Второй мировой войны, работает цензором в Нью-Йоркском издательстве Макгроу-Хилл[en]. Монотонный, неинтересный труд заставляет его бросить издательство и задуматься о том, чтобы самому стать писателем. Стинго переезжает в Бруклин и снимает квартиру в доме, в котором также проживает молодая полька Софи Завистовская и её возлюбленный Натан Ландау.
София и Натан становятся лучшими и единственными друзьями Стинго. Он узнает, что Натан — американец еврейского происхождения, успешный биолог, который трудится в лаборатории компании Пфайзер над изобретением уникального лекарства. Стинго постепенно узнает все больше и о Софи. Она рассказывает ему о том, что она полька, которая пережила ужасы войны в оккупированной Польше. Несмотря на то, что она не была еврейкой, Софи попала в число тех, кого нацисты отправляют в Освенцим.
На первый взгляд влюбленная пара кажется счастливой, однако периодически у Натана случаются эмоциональные срывы, когда он в бешенстве обвиняет Софи в изменах, избивает её и бросает. Однако через какое-то время всегда возвращается и на коленях со слезами на глазах упрашивает Софи его простить.
События романа происходят параллельно с Нюрнбергским процессом, и Натан как будто одержим идеей возмездия за уничтожение евреев. В моменты срывов он все чаще требует от Софи ответа, каким образом ей удалось пережить концентрационный лагерь, на что ей пришлось пойти, когда тысячи евреев отправлялись в газовые камеры.
По мере развития сюжета Софи видит в Стинго того человека, которому она может раскрыться, поделиться теми страшными тайнами, которые мучают её и о которых она не осмеливается рассказать Натану. Так Стинго узнает о том, что Софи была арестована нацистами за попытку купить и перевезти окорок для матери в условиях, когда мясо было запрещено покупать, так как оно должно было идти исключительно на нужды армии Рейха. Масштабная облава, проводимая именно в тот день нацистами, была направлена в основном на арест бойцов Армии сопротивления, и в меньшей степени на поимку мелких нарушителей, среди которых и оказалась Софи. Таким образом Софи и была депортирована в Освенцим вместе с остальными. Здесь благодаря блестящему знанию немецкого языка ей удается оказаться в числе той небольшой группы заключенных, которую нацисты используют в своей работе и не планируют моментально уничтожать.
Софи рассказывает Стинго историю своего отца, которую всегда скрывала от кого бы то ни было. Её отец всю свою жизнь придерживался крайних антисемитских взглядов и открыто выступал еще до начала войны за выселение евреев из Польши. Однако после оккупации, несмотря ни на что, он сам оказался среди первых уничтоженных поляков.
В конце романа Стинго узнает о самой страшной тайне Софи. Помимо неё нацисты арестовали её сына Яна и дочь Еву. И когда их доставляют в Освенцим, в процессе «селекции» Софи предлагают сделать страшный выбор — решить, кого из детей она оставит, а кого сразу отправят в газовую камеру. Софи умоляет пощадить обоих детей, однако её заставляют сделать выбор — в противном случае оба ребенка будут немедленно уничтожены. Она просит сохранить жизнь сыну.

## Экранизации
- Роман был экранизирован в США в 1982 году режиссёром Аланом Пакулой. Мерил Стрип за роль Софи была удостоена премии Оскара.

## Признание
- Роман вошел в список 100 лучших романов XX века на английском языке по версии издательства Modern Library[1]